# Кинг-Уильям (округ)
Округ Кинг-Уильям (англ. King William County) располагается в США, в штате Виргиния. По состоянию на 2010 год, численность населения составляла 15 935 человек. Получил своё название в честь британского короля Вильгельма III Оранского.

## География
По данным Бюро переписи США, общая площадь округа равняется 741 км², из которых 710 км² — суша, и 31 км², или 4,1 %, — это водоёмы.

### Соседние округа
- Каролайн (Виргиния) — северо-запад
- Кинг-энд-Куин (Виргиния) — северo-восток
- Нью-Кент (Виргиния) — юг
- Хановер (Виргиния) — юго-запад

## Демография
По данным переписи населения 2000 года в округе проживает 13 146 жителей в составе 4 846 домашних хозяйств и 3 784 семей. Плотность населения составляет 18 человек на км². На территории округа насчитывается 5 189 жилых строений, при плотности застройки 7 строений на км². Расовый состав населения: белые — 73,81 %, афроамериканцы — 22,81 %, коренные американцы (индейцы) — 1,54 %, азиаты — 0,37 %, представители других рас — 0,33 %, представители двух или более рас — 1,15 %. Испаноязычные составляли 0,91 % населения.
В составе 36,40 % из общего числа домашних хозяйств проживают дети в возрасте до 18 лет, 63,90 % домашних хозяйств представляют собой супружеские пары, проживающие вместе, 10,20 % домашних хозяйств представляют собой одиноких женщин без супруга, 21,90 % домашних хозяйств не имеют отношения к семьям, 18,30 % домашних хозяйств состоят из одного человека, 7,60 % домашних хозяйств состоят из престарелых (65 лет и старше), проживающих в одиночестве. Средний размер домашнего хозяйства составляет 2,69 человека, и средний размер семьи — 3,06 человека.
Возрастной состав округа: 26,10 % моложе 18 лет, 5,90 % от 18 до 24, 31,50 % от 25 до 44, 24,80 % от 45 до 64 и 11,70 % от 65 и старше. Средний возраст жителя округа 37 лет. На каждые 100 женщин приходится 96,90 мужчин. На каждые 100 женщин старше 18 лет приходится 93,90 мужчин.
Средний доход на домохозяйство в округе составлял 49 876 USD, на семью — 54 037 USD. Среднестатистический заработок мужчины был 34 616 USD против 25 578 USD для женщины. Доход на душу населения составлял 21 928 USD. Около 4,40 % семей и 5,50 % общего населения находились ниже черты бедности, в том числе — 6,00 % молодежи (тех, кому ещё не исполнилось 18 лет) и 9,00 % тех, кому было уже больше 65 лет.